# 岩田英一
岩田 英一（いわた えいいち、1906年〈明治39年〉2月19日 - 1999年〈平成11年〉8月23日）は、労働運動家、政治家。

## 経歴
東京市牛込区矢来町（現東京都新宿区神楽坂）生まれ。市谷尋常小学校を経て、1917年4月早稲田実業学校に入学し、おもに理工系の科目を履修した。
卒業後、1924年7月に牛込区でラジオ商を開業し、のちソウル市の京城ラジオ商会や東京市大森区の日本真空管製作所に勤務した。
1926年12月、労働農民党に入党。1929年、日本共産青年同盟（共青）に加盟。同年5月の京浜合同労働組合結成の中心となり、前後して日本労働組合全国協議会（全協）のオルグとなった。同年11月、大山郁夫らの新労農党の結成に参加し、世田谷支部の実質的な責任者となった。1930年以降、京浜合同労組の書記長として東京南部で組織拡大に努め、また東京市電・新潟鉄工所・星製薬・浅草公園六区の映画館などで多くの争議を指導した。1931年4月、日本共産党に入党した。
1933年2月、活動の拠点を名古屋市に移し、経歴を伏せて鉄工所溶接工として働きながら、愛知時計電機・三菱航空機・日本車輌製造などの労働争議を指導した。また、名古屋工業専門学校（現名古屋工業大学）教授小寺信次の研究室に研究生として通い、電気溶接の理論と技術を学んだ。
1934年春、自らの非合法活動に限界を感じて第一線を退き、同年6月東京市杉並区馬橋に日本最初の電気溶接学校「東京高等電気溶接学校」を設立した。1936年4月、学校は東京市代々木に移転した。

### 戦後
戦後まもなく、ロベール・ギランらが獄中の共産主義者を探し当て面会したとの新聞記事を読んで、1945年10月3日府中刑務所を訪ね、収監中の徳田球一・志賀義雄らと面会して活動の指示を仰いだ。10月6日、経営していた代々木の電気溶接学校の建物の権利書を徳田球一に手渡して寄付した。これが日本共産党本部ビルの敷地となる。
1945年11月党東京地方委員会委員、1946年2月の第5回大会で党中央委員候補となった。1947年5月、東京都議会議員選挙に世田谷区選挙区から立候補し当選した。この間、党食糧対策委員会責任者・市民対策部員・組織活動指導部オルグを歴任し、板橋事件・世田谷米よこせ区民大会・国鉄大宮工機部争議・日本車輛蕨工場争議などを指導した。
1950年1月のコミンフォルム批判後は所感派に属した。1952年のメーデー事件では先頭に立って指揮したが、火炎瓶闘争には一貫して反対した。
宮本顕治の路線に反対し、日本共産党第8回大会半年前の1961年1月に離党した。その後は党衆議院議員だった東中光雄に対して暴行事件を起こしたり、その顛末を統一協会系の新聞である世界日報に発表するなど、反共主義者として活動した。
1960年6月、岩田選挙科学研究所を設立し『選挙科学ニュース』・『政経選挙新聞』を刊行、革新・進歩の立場から選挙動向の追跡や政治動態の分析をした。
1962年7月1日執行の第6回参議院議員通常選挙に東京都選挙区から無所属で立候補したが、6579票で落選した。
子に経済学者岩田昌征がいる。
1994年10月3日 衆院本会議場の二階入り口で、当時の党幹部会委員長不破哲三に、党の改革を要求するために本を丸めたもので殴り掛かった。その時の不破の第一声は「やぁ、岩田さんじゃないですか」であったという。

## 著作
- 紺野与次郎との共著『労働組合の知識』文苑社、1945年（「紺野英一」名で刊行）
- 『労働組合の作り方』1945年（日本共産党労働組合部編で発表）
- 『東京都政を衝く』西岡書店、1948年
- 「赤旗が宮城に入るまで」『運動史研究』第8号、1981年8月
- 「伊藤律は革命家か―体験から『偽りの烙印』[5]を批判する」『労働運動研究』第290-291号、1993年12月-1994年1月[2]